# Jon Wellner
Jon Wellner é um ator estadunidense, mais conhecido por interpretar o personagem Henry Andrews em CSI: Crime Scene Investigation.